# Klewica

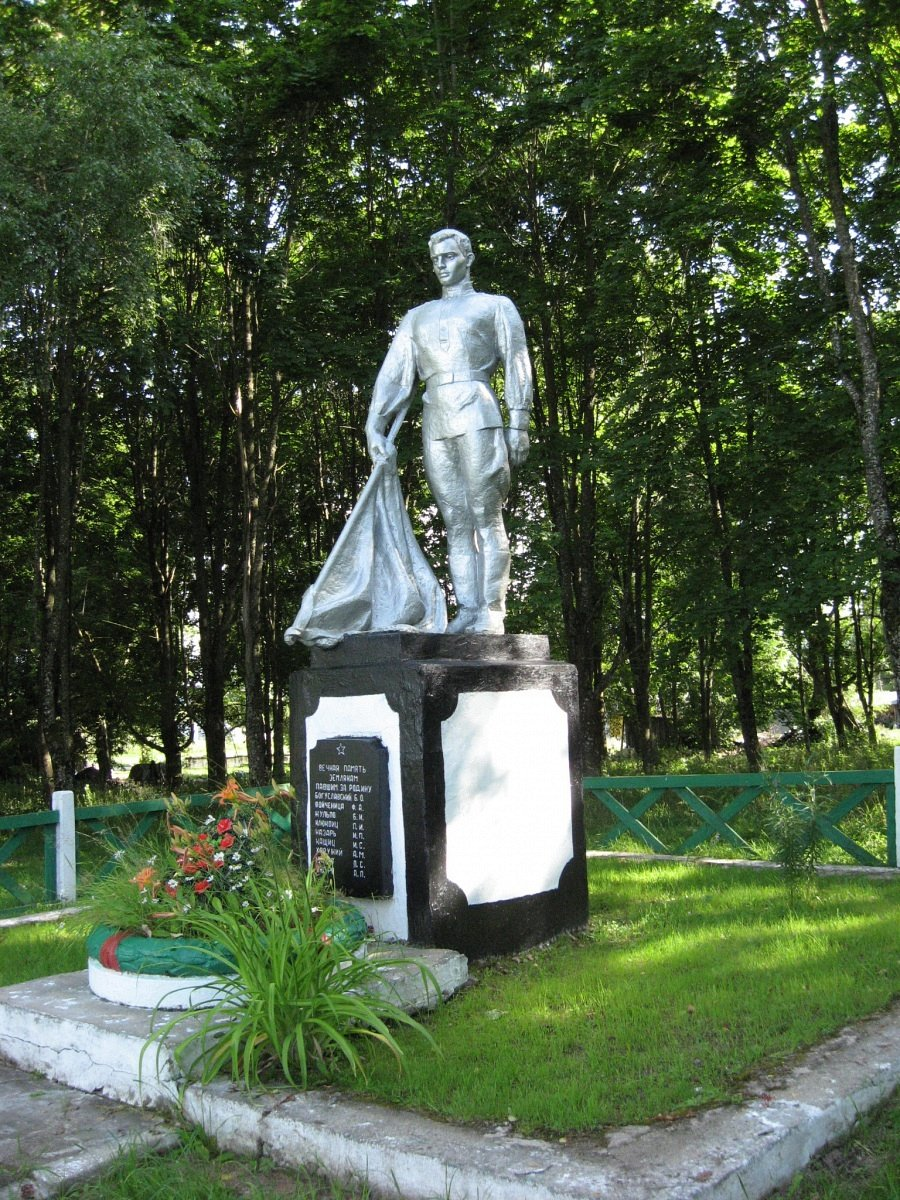
Pomnik żołnierzy poległych w II wojnie światowej

Klewica (biał. Клявіца; ros. Клевица) – wieś na Białorusi, w obwodzie grodzieńskim, w rejonie oszmiańskim, w sielsowiecie Graużyszki., około 20 km na południowy zachód od Oszmiany, nad rzeką Klewą, dopływem Gawii.

## Historia
Niegdyś istniały trzy oddzielne Klewice: Hlebowiczowska, Owadowska i Koszczycowska. Pierwszą z nich król Zygmunt Stary nadał w 1508 roku Jerzemu Hlebowiczowi jako rekompensatę za ciągłe najazdy Rosjan na jego dobra. Od jego wnuka, Jana Hlebowicza (~1540–1590), kasztelana mińskiego, szwagra Mikołaja Reja, kupił je w 1582 roku Melchior Zygmuntowicz Snowski Grauża, kasztelan witebski, dziedzic Graużyszek, i podarował ją swej żonie, Barbarze Kłoczkównie, która w 1588 roku przekazała te dobra, wraz z Graużyszkami, Stanisławowi Naruszewiczowi (~1554–1589) i jego żonie Halszce Komajewskiej, kasztelanostwu mścisławskim.
Klewicę Owadowską Stanisław Owadowski sprzedał w 1574 roku Jerzemu Bułhakowi, od którego ta Klewica była zwana również Bułhakowszczyzną. W 1587 roku jej dziedzicem był Balcer Wesiołowski. W 1592 roku kupił on od Jana Koszczycy również Klewicę Koszczycowską i obie swoje Klewice w 1596 roku sprzedał Mikołajowi Bułhakowi, a ten – dwa lata później – Janowi Korsakowi, pisarzowi ziemskiemu oszmiańskiemu. Korsak w 1610 roku sprzedał swoje ziemie Stanisławowi Zwiartowskiemu, który po 2 latach sprzedał je Jaroszowi Piaseckiemu, który w tym samym roku kupił Klewicę Hlebowiczowską i w 1620 roku sprzedał Klewice Pawłowi Sapieże, podkanclerzowi litewskiemu. Po podziale (eksdywizji) zadłużonych holszańskich dóbr Sapiehów połowę Klewicy otrzymał Franciszek Leśnowolski, starosta brański, a drugą – Mikołaj Gruźdź. Córka Gruździa sprzedała część swego majątku w 1684 roku Wawrzyńcowi Żemle, podstarościemu oszmiańskiemu, a jego syn Marian w 1706 roku zbył ją Andrzejowi Grabskiemu. Natomiast część Leśnowolskich odziedziczyli Józef i Katarzyna, marszałkostwo lidzcy, a następnie przeszła ona na Stefana Cedrowskiego, od którego w 1747 roku kupił ją wyżej wymieniony Andrzej Grabski. W 1796 roku Wincenty Grabski sprzedał scaloną Klewicę, wraz z szeregiem folwarków (Lepie, Kochany, Zarzeczany, Borcie i inne) Jakubowi Umiastowskiemu (1764–1809), żonatemu z Anną Puzynianką (1764–1851). Dokupili oni jeszcze w 1805 roku Żemłosław ze starym pałacem. Wdowa po Jakubie, Anna mieszkała tu do śmierci, podzieliwszy pozostały majątek między trzech synów. Po jej śmierci Klewicę odziedziczył jej wnuk, Albert Umiastowski (1840–1876), który zmarł młodo, nie ożeniwszy się. Jego schedę otrzymał jego najstarszy brat Władysław (1834–1905). Ostatnią właścicielką majątku do 1939 roku była wdowa po nim, Janina Zofia (1860–1941).
Po reformie administracyjnej w latach 1565–1566 Klewica weszła w skład powiatu oszmiańskiego województwa wileńskiego Rzeczypospolitej. Po II rozbiorze Polski w 1793 roku miejscowość znalazła się na terenie powiatu oszmiańskiego (ujezdu) guberni wileńskiej. Po ustabilizowaniu się granicy polsko-radzieckiej w 1921 roku Klewica wróciła do Polski, należała do gminy Graużyszki w powiecie oszmiańskim. 13 kwietnia 1922 roku gmina weszła w skład objętej władzą polską Ziemi Wileńskiej, przekształconej 20 stycznia 1926 roku w województwo wileńskie. Od 1945 roku – w ZSRR, od 1991 roku – na terenie Republiki Białorusi.
Na terenie majątku na przełomie XIX i XX wieku było znanych około 40 kurhanów, z których wydobywano różne przedmioty do uzbrojenia służące.
W 1866 roku wieś liczyła 27 mieszkańców katolickich i 7 żydów. Znajdowała się tu kaplica katolicka parafii surwiliskiej (możliwe, że jeszcze z XVIII wieku). W 1931 roku we wsi mieszkało 246 osób, w kolonii – 146, a w majątku i pobliskiej, należącej do niego gajówce – 44 osoby. W 2009 roku było 131 mieszkańców wsi.
We wsi stoi pomnik upamiętniający żołnierzy radzieckich z czasów II wojny światowej. W latach 90. XX wieku zbudowano tu kaplicę katolicką. Kapliczka katolicka stoi również na skrzyżowaniu dróg. W zachodniej części wsi znajduje się posterunek białoruskiej straży granicznej „Klewica”.

## Nieistniejący dwór

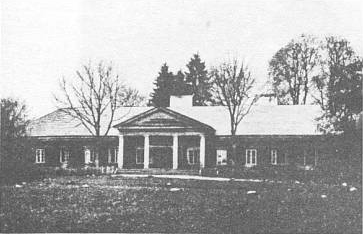
Dwór Umiastowskich w dwudziestoleciu międzywojennym

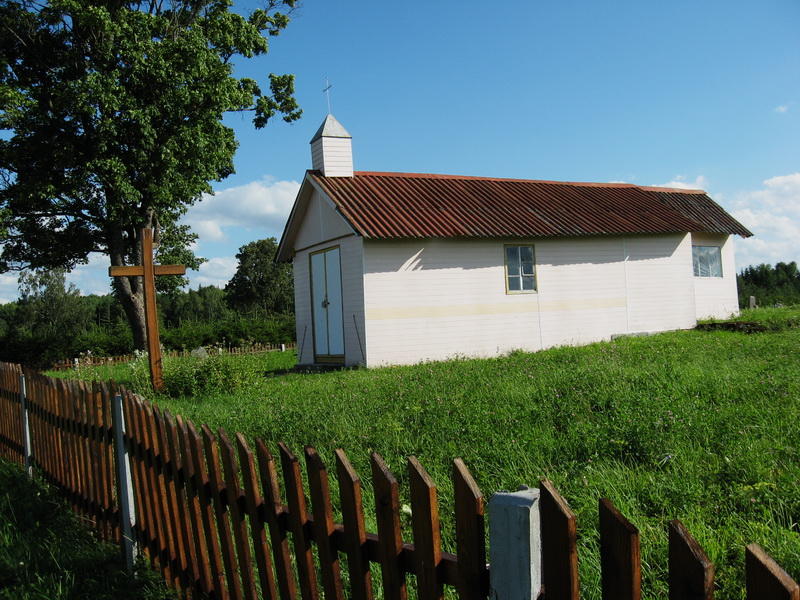
Kaplica z lat 90. XX wieku

Prawdopodobnie Jakub Umiastowski wzniósł tu na przełomie XVIII i XIX wieku piękny, drewniany dwór klasycystyczny. Był to dom trzynastoosiowy, parterowy, na podmurówce o planie wydłużonego prostokąta, przykryty gładkim, czterospadowym dachem gontowym. Od frontu miał szeroki portyk, którego cztery kolumny wspierały trójkątny szczyt. Elewacje domu nie były tynkowane. Do śmierci Alberta Umiastowskiego (1876) dwór był urządzony wieloma cennymi przedmiotami: była tu spora biblioteka, na ścianach wisiało kilkanaście obrazów szkoły holenderskiej i francuskiej.
Po obu stronach obszernego dziedzińca stały okazałe, parterowe oficyny, a na wprost domu – brama wjazdowa. Dwór i oficyny otaczał rozległy park krajobrazowy, również prawdopodobnie założony przez Jakuba i później starannie utrzymywany. W parku istniały aleje lipowe i klonowe. Do bramy też wiodła długa aleja.
Dwór i oficyny zostały zniszczone najprawdopodobniej w czasie II wojny światowej. Zachowały się niektóre zabudowania gospodarcze.
Majątek Klewica został opisany w 4. tomie Dziejów rezydencji na dawnych kresach Rzeczypospolitej Romana Aftanazego.